# Église Saint-Pierre-ès-Liens d'Eybouleuf
Pour les articles homonymes, voir Église Saint-Pierre-ès-Liens.
L'église Saint-Pierre-ès-Liens est une église située à Eybouleuf (Haute-Vienne), en France.

## Historique
L'église date du XIIIe siècle.
L'édifice est partiellement inscrit au titre des monuments historiques le 28 janvier 1986.